# Jun Ichimori
Jun Ichimori (一森 純 Ichimori Jun?, Osaka, 2 de julio de 1991) es un futbolista japonés que juega como guardameta en el Gamba Osaka de la J1 League.

## Trayectoria

### Clubes
| Club                         | País  | Año       |
| ---------------------------- | ----- | --------- |
| Renofa Yamaguchi F. C.       | Japón | 2014-2016 |
| Fagiano Okayama              | Japón | 2017-2019 |
| Gamba Osaka                  | Japón | 2020-     |
| Yokohama F. Marinos (cedido) | Japón | 2023      |